# Iglesia de San Juan del Hospital (Valencia)
El templo de San Juan del Hospital sito en el corazón de la ciudad de Valencia (España), calle Trinquete de Caballeros n.º 5 (barrio de la Seu-Xerea de la ciudad de Valencia), es un edificio que combina principalmente los estilos románico, gótico valenciano y barroco, construida en el siglo XIII en unos terrenos donados por Jaime I de Aragón a la Orden Militar de los Caballeros Hospitalarios de San Juan de Jerusalén (hoy Orden de Malta).
La iglesia está precedida de un patio decorado (de una casa barroca) con cuadros cerámicos del Vía Crucis, donde se conservan estos restos arquitectónicos y elementos sueltos de los edificios que componían la fundación. Junto a este patio se levanta la pequeña torre-campanario de la primera mitad del siglo XVII y a él se abre la portada lateral de la iglesia compuesta por un arco de medio punto liso con su alfiz, coronado por un bello ventanal trazado en ojiva equilátera cuyo centro no coincide con el de la puerta, y que lleva como tracería el delicado diseño de una cruz de Malta.
La verdadera iglesia es de nave única, que ocupa una superficie de 36 m de longitud por 19 m de anchura y está compuesta por una Bóveda de cañón apuntada con plementería de piedra sobre gruesos arcos fajones que se apoyan en ménsulas, y una cabecera poligonal de cinco lados techada con crucería, donde se encuentra el presbiterio. Este fue levantado a fines del siglo XIII y está iluminado por ventanas rasgadas de estilo ojival; la central, más ancha, con tracerías y decorada con columnillas adosadas. Sobre los nervios de piedra, las bóvedas son de ladrillo a tizón y en sus paramentos extremos, son obra posterior, del siglo XIV, dos altas capillas que perforan los muros con arquivoltas ojivales y se desarrollan entre los contrafuertes.
Las capillas laterales son la mayor parte a modo de grandes arcosolios que se abren a la nave por ojivas cistercienses sobre columnillas adosadas, protegidas por un alfiz moldurado. Sus bóvedas de piedra debieron estar pintadas con frescos que solo se conservan parcialmente, en espera de restauración, en la primera parte del evangelio. Las dos últimas de este lado son más amplias y están techadas con crucería diagonal. En el testero subsisten dos tramos de una logia con bóveda de crucería que se abre a los pies de la nave.
En el interior se encuentra la capilla de Santa Bárbara, donde se hallan los restos de Constanza Augusta, Emperatriz de Grecia

## Historia

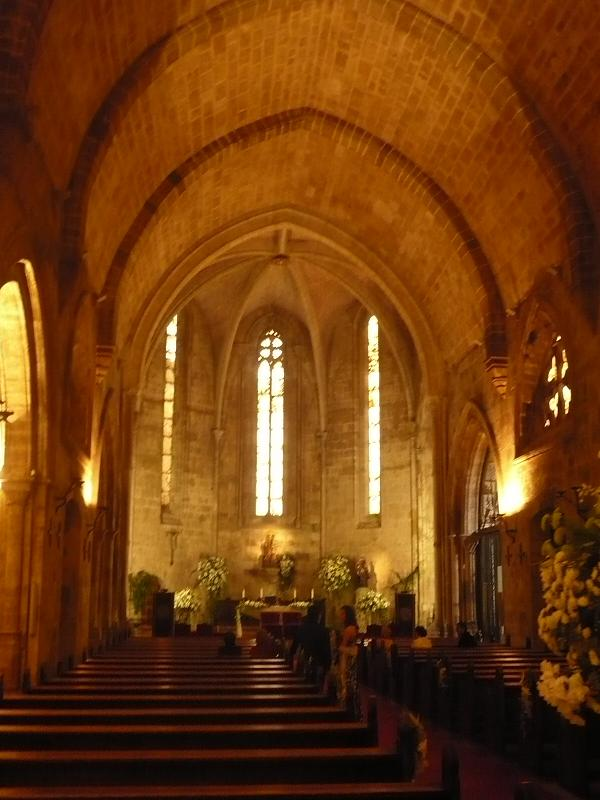
Interior

Cuando el Rey Don Jaime toma Valencia en 1238, los Caballeros de la Orden del Hospital de Jerusalén lo acompañan y se instalan junto a la judería, a partir de la Puerta de Xerea, ocupando el palacio árabe del primer emir con sus eras adyacentes. Allí erigieron una primera iglesia convertida en eremitorio, la zona de albergue-hospital y el cementerio. Poco después, antes de 1255, comienza la edificación de la actual iglesia. En su zona más primitiva se halla una capilla decorada con pinturas murales de corte románico, de gran calidad técnica y de interesante iconografía.
Todo un grupo de artistas y artesanos bajo la influencia de una escuela común plasmaron un relato bíblico, de resonancias eucarísticas, totalmente legible para el pueblo que lo contempló. Varios nobles del Reino de Aragón y del Condado de Cataluña formaban parte de las huestes del rey, entre ellos Arnau de Romaní, el Conde de Pallars y el señor de Foces.
Arnau de Romaní levantaría en el Patio Sur del conjunto de San Juan del Hospital una pequeña capilla funeraria de estilo románico -recientemente abierta al público su restauración- que poco después transformaría en gótico incipiente y en la cual según la tradición oyó misa el Rey Don Jaime. Estaba rodeada de un claustro de arcosolios funerarios, románicos en su mayoría, que han sido liberados con no poco esfuerzo y estudio de las construcciones que desde hace siglo y medio los habían embebido y que amenazan con volver a hacerlo.
No menos interesante resulta la figura del Señor de Foces, caballero sanjuanista oscense nombrado por Don Jaime procurador de la ciudad, que según se sabe por documentos trae consigo sus artesanos de Huesca para trabajar en la construcción de la parte más antigua de la Catedral de Valencia, la Puerta del Palau, y en la zona contigua sobre la que se encuentra un reconditorio o cámara secreta, decorada con pinturas murales de la misma factura que las de san Juan del Hospital. En esta cámara hay un pequeño hueco dedicado a la Corona de Espinas del Señor; seguramente sirvió para depositar en momentos de peligro la Espina de la Santa Corona que San Luis, rey de Francia, regaló al rey Don Jaime y que formaba parte de su relicario personal e itinerante y que éste depositó en la Seo valentina. El resto de las pinturas, alrededor del hueco, están dedicadas a la Pasión de Cristo completando así la narración iconográfica. Este reconditorio serviría casi doscientos años más tarde para depositar el Santo Cáliz de la Cena que trajo a Valencia desde Huesca el Rey Alfonso V el Magnánimo en el año 1424, procedente del monasterio de San Juan de la Peña donde se hallaba desde 1134.
En San Juan del Hospital tiene su sepultura la Emperatriz Constanza de Grecia a la que el Rey Jaime I dio cobijo en Valencia, alojándola en el Palacio del Real hasta su muerte. En su séquito de soberana, la emperatriz trajo desde Nicea varias reliquias: las de Santa Bárbara y un Lignum Crucis de considerable tamaño. La columna y restos óseos de Santa Bárbara los legó a su muerte en 1307 a la iglesia de San Juan del Hospital, y el Lignum Crucis a la ciudad de Valencia, siendo una de las reliquias más importantes del relicario de la Catedral. Durante muchos años estuvo junto al Santo Cáliz de la Cena, hasta que este último fue colocado en el Aula Capitular donde se venera.

## El Conjunto histórico
La construcción de la Iglesia de San Juan del Hospital de Valencia fue acompañada -siguiendo la práctica habitual de la Orden de los Hospitalarios- de un hospital, un cementerio y una residencia para los caballeros de la misma. A excepción de la Iglesia, que se encuentra totalmente restaurada, de las otras construcciones han llegado hasta nuestros días solamente restos arquitectónicos que actualmente se encuentran en proceso de recuperación.

#### Románico
El siglo XIII fue el tiempo de transición entre el románico y el gótico, entre lo islámico y lo cristiano en Valencia. El templo de San Juan conserva vestigios y reminiscencias de esas transformaciones. Podemos apreciar el estilo románico en sus puertas laterales, formadas por un arco de medio punto y con tímpano delimitado por lisas dovelas. En el alfiz se ubicó el primitivo escudo de la Orden de San Juan de Jerusalén, con cruz llana de madera, que permitió que los investigadores fecharan la construcción de este templo. Son propios del románico, así mismo, los robustos contrafuertes que sujetan los muros y absorben la carga de la bóveda, los escasos vanos y aperturas en las paredes, limitados a estrechas saeteras, y la poca altura de la nave.

#### Influencias árabes
Posee marcadas influencias árabes en la planta rectangular, uninave, propia del mudéjar, con plementería de ladrillo alineado y falcado sólidamente, como era costumbre de la mano de obra almohade y mozárabe, que usaron para cubrir el presbiterio y techumbre de la primera tramada. Destacan las altas columnas de mármol del arco toral con fuste anillado y capitel califal del siglo X.

#### Gótico incipiente
La ampliación gótica se llevó a cabo antes de 1316. El gótico incipiente se nos muestra: en la bóveda de cañón apuntado, con tramos delimitados por arcos fajones, apoyados sobre ménsulas; en los bajos arcos ojivales de las tres capillas laterales del lado sur y en la primera del lado norte; en los rasgados y alabastrinos ventanales del ábside. Muy importante por su perfección geométrica es el óculo superpuesto a las puertas románicas. Es una simbólica representación de la cruz de ocho puntas (las bienaventuranzas), concedida a la Orden de San Juan de Jerusalén por el Papa Alejandro IV en 1261.

#### Gótico cisterciense
Podríamos concretar el estilo de la iglesia en gótico-cisterciense muy propio del ascetismo de la Orden en sus comienzos. Son sus características la ausencia de ornamentación superflua; los capiteles de las columnas – lisos troncos de pirámide invertidos; las molduras tóricas y las altas ménsulas de apoyo de los arcos. En la zona cementerial se construyó la capilla hospitalario-funeraria, elemento inseparable de la arquitectura hospitalaria medieval. Del más depurado estilo cisterciense, probablemente constituye la primera manifestación del arte ojival en Valencia. Es conocida popularmente como la capilla del Rey Don Jaime porque en ella oía misa el Rey Conquistador.
El gótico en todo su esplendor lo hallamos en las dos capillas laterales del presbiterio y en las del nártex de la iglesia. La del sur del presbiterio, o primitiva capilla de Santa Bárbara, posee un ventanal de gran belleza y en la clave el escudo de la familia Hohenstaufen: águila negra sobre fondo de oro. Es aquí donde descansaron los restos mortales de la Emperatriz de Nicea, Doña Constanza Hohenstaufen en 1307. Quiso ser enterrada en la iglesia de San Juan del Hospital, en una capilla construida en honor de Santa Bárbara, a quien tenía gran devoción.
La capilla situada en el lado norte se une al presbiterio por un elevado arco trilobulado de gran belleza. En lo alto del muro oeste se halla el acceso a la Cámara Oculta.
El nártex del templo, actual capilla de la Virgen de los Estudiantes (antiguo atrio del primitivo hospital), se compone de tres tramadas, unidas al cuerpo general de la iglesia por un arco conopial de interesantes capiteles polícromos y elementos reutilizados.

#### Barroco
Fue en el siglo XVII cuando se recubrieron los sillares de piedra y la desnudez de los paños de la bóveda con escayolas e implantaciones de arcos de medio punto, lunetos y profusión de relieves, esgrafiados y policromías. Se rompieron las cornisas y molduras y se horadaron las paredes para sujetar las impostas de la falsa bóveda de cañón y las pilastras. Recubrimiento que ha permanecido hasta la restauración de 1967. Recuerdo de aquella época, se conserva la Real de Santa Bárbara, actualmente dedicada a la reserva del Santísimo, inaugurada en 1686, obra del arquitecto Juan B. Pérez Castiel. Está situada dicha capilla al sur del templo, separada por una antigua verja de hierro. Aquí fueron trasladados los restos de la Emperatriz de Nicea, Doña Constanza Hohenstaufen por Real Orden de Carlos II.

#### Contemporáneo
En el siglo XIX cuando por Decreto Real, desaparecieron las órdenes militares de España, el templo sufrió diversos destinos, invasiones, decadencia y abandono, hasta pasar a depender del Arzobispado. En 1905, la parroquia que albergaba fue trasladada a la iglesia de nueva construcción San Juan Bautista y San Vicente Ferrer. Saqueado e incendiado en 1936, el estado del edificio era tal que llegó a pensarse en derribarlo. El académico Elías Tormo, junto con otros valencianos ilustres lo impidieron con sus protestas y argumentos, consiguiendo que en 1943 fuera declarado Monumento Artístico Nacional. Pero el olvido siguió a este logro y durante unas décadas se utilizó para actos públicos profanos, e incluso para cine. Encomendado por la Diócesis de Valencia al Opus Dei en 1967, se restableció el culto con la consiguiente restauración artístico-arquitectónica. A lo largo de varios años se ha trabajado intensamente, y no sin dificultades, para lograr devolver su primitivo aspecto al Conjunto de San Juan del Hospital

## El Museo
El Conjunto de San Juan del Hospital, templo y dependencias, fue declarado Museo de Sitio por la Consejería de Cultura, Educación y Ciencia de la Generalidad Valenciana el 28 de febrero de 1997. Previamente, desde el 5 de abril de 1943, había sido declarado Monumento Histórico-Artístico de carácter Nacional (Cfr. BOE 5.IV.1943).
Este Museo tiene como cometido investigar y dar a conocer el valor extraordinario, artístico e histórico de este singular y venerable enclave sanjuanista de Valencia. Otro de sus objetivos es promover la restauración del conjunto y, dentro de lo posible, la recuperación de los ambientes deteriorados y de las piezas expoliadas a lo largo del tiempo.
Numerosas personas han realizado en el Museo estudios monográficos de investigación, proyectos fin de carrera o tesis académicas de Historia, Paleopatología, Restauración, Arqueología, Bellas Artes y materias afines. Mantiene un convenio de colaboración con la Universidad de Valencia y acoge a alumnos en prácticas de final de carrera, becarios y voluntarios, recibiendo apoyo de ellos como guías o investigadores.
Aunque Iglesia y Museo constituyen el conjunto monumental indivisiblemente, es importante diferenciar el Museo (con su dimensión histórico y cultural) de la Iglesia, con su actividad pastoral, litúrgica y religiosa.

## Culto
La iglesia de San Juan del Hospital es una iglesia, en un antiguo convento, de culto católico con advocación (santo titular) de San Juan Bautista.
En el año 1967 el Arzobispo lo confió a la Prelatura del Opus Dei. A partir de ese momento se inició una importante tarea con el fin de recuperar este singular monumento de arquitectura medieval valenciana y reiniciar el culto, tarea en la que han colaborado instituciones y particulares.
Paralelamente a los trabajos de restauración, el dinamismo de la iglesia, inspirado en el espíritu de Josemaría Escrivá, fundador del Opus Dei, emprende una serie de iniciativas de culto, formación y catequesis, así como también distintas labores de tipo asistencial, social, artístico y cultural.

## Voluntariado y labor social
Desde San Juan del Hospital «hemos dado siempre una gran importancia a la labor social que se desarrolla desde la Iglesia y que repercute en un número creciente de personas y sus familias». Cada vez son también más quienes colaboran como voluntarios para poder desarrollar diversos proyectos o acciones, tanto desde la misma Iglesia a través de su Centro Social, como en diversas Residencias o con grupos determinados de personas.
El Centro Social de San Juan del Hospital tiene por objeto la mejora e integración sociolaboral de personas en situación de vulnerabilidad o riesgo de exclusión social. La acogida, ayuda y atención personalizada a personas migrantes es otro de sus objetivos, también en el marco espiritual. 
Cada año, cientos de personas se benefician de las actividades del Centro Social, para ello, desarrollamos diferentes programas de formación y talleres de capacitación: Cocina, Inglés, Español, Manipulador de alimentos, Educación financiera básica, Costura etc. Disponemos de Bolsa de trabajo y realizamos proyectos de solidaridad. 
Colaboramos con diferentes entidades como Cruz Roja, Accem, Fundación Integra, Banco de Alimentos, Fundación “la Caixa”, etc. 
Los voluntarios desarrollan una importante labor dedicando parte de su tiempo a diferentes acciones y proyectos.

## Galería de imágenes

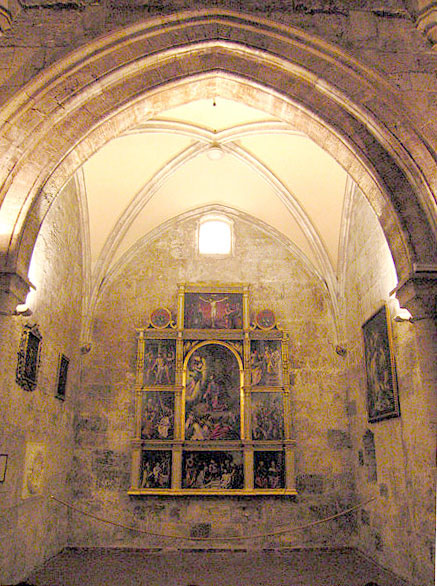
San Juan del Hospital (Valencia). Capilla de Pere Balaguer.
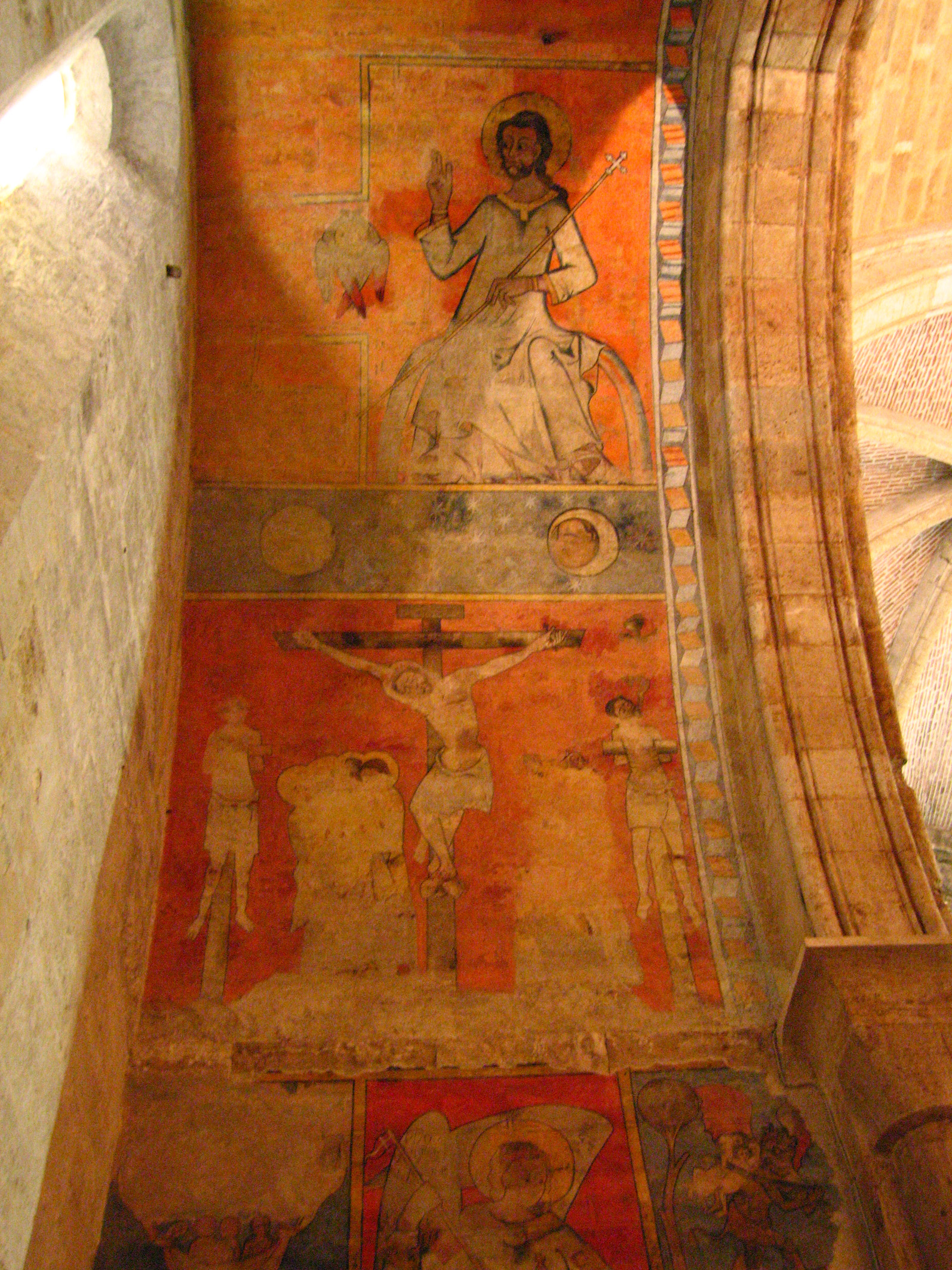
San Juan del Hospital (Valencia). Capilla con pinturas románicas.
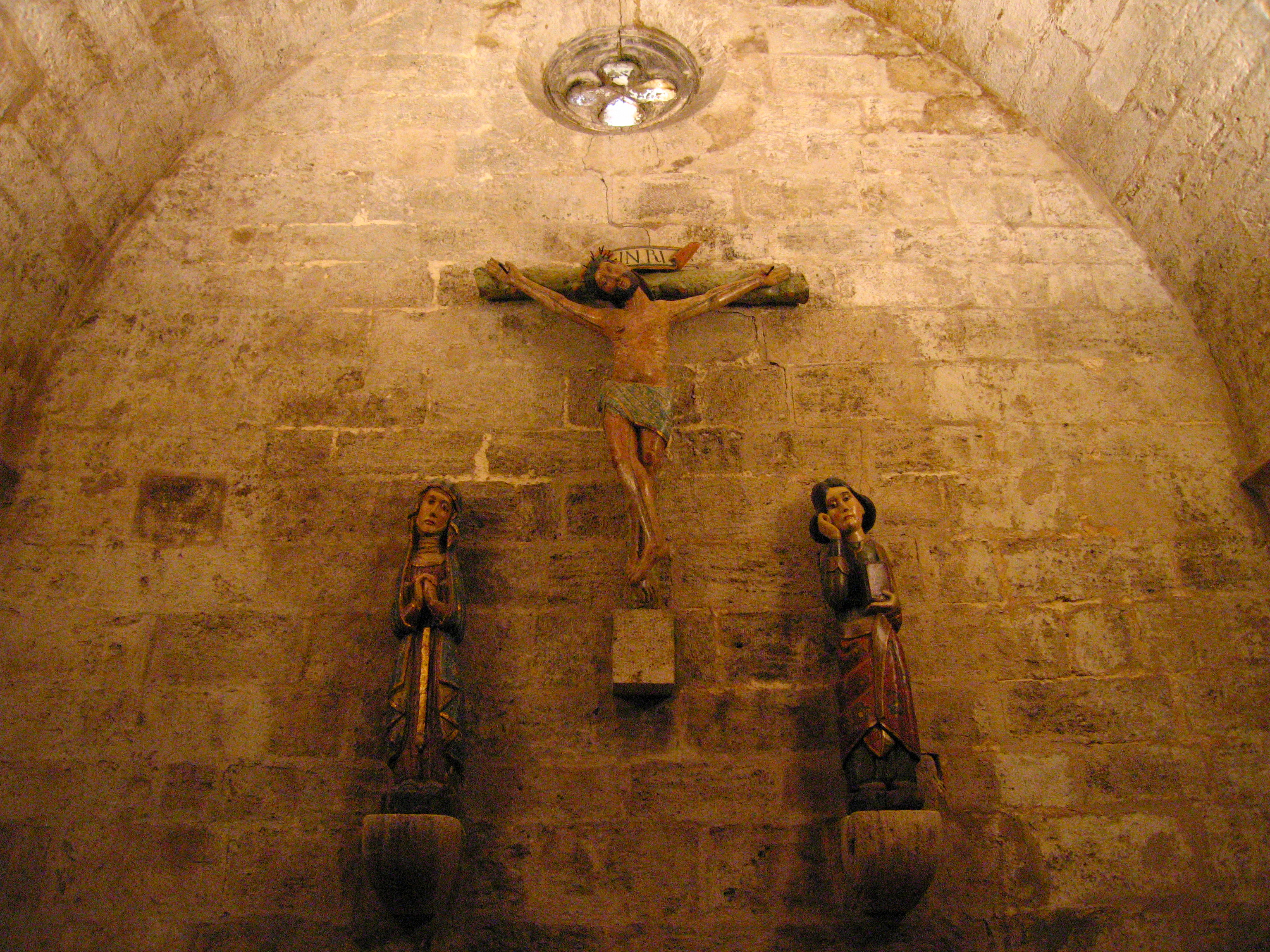
San Juan del Hospital (Valencia). Capilla Cristo de las Penas.
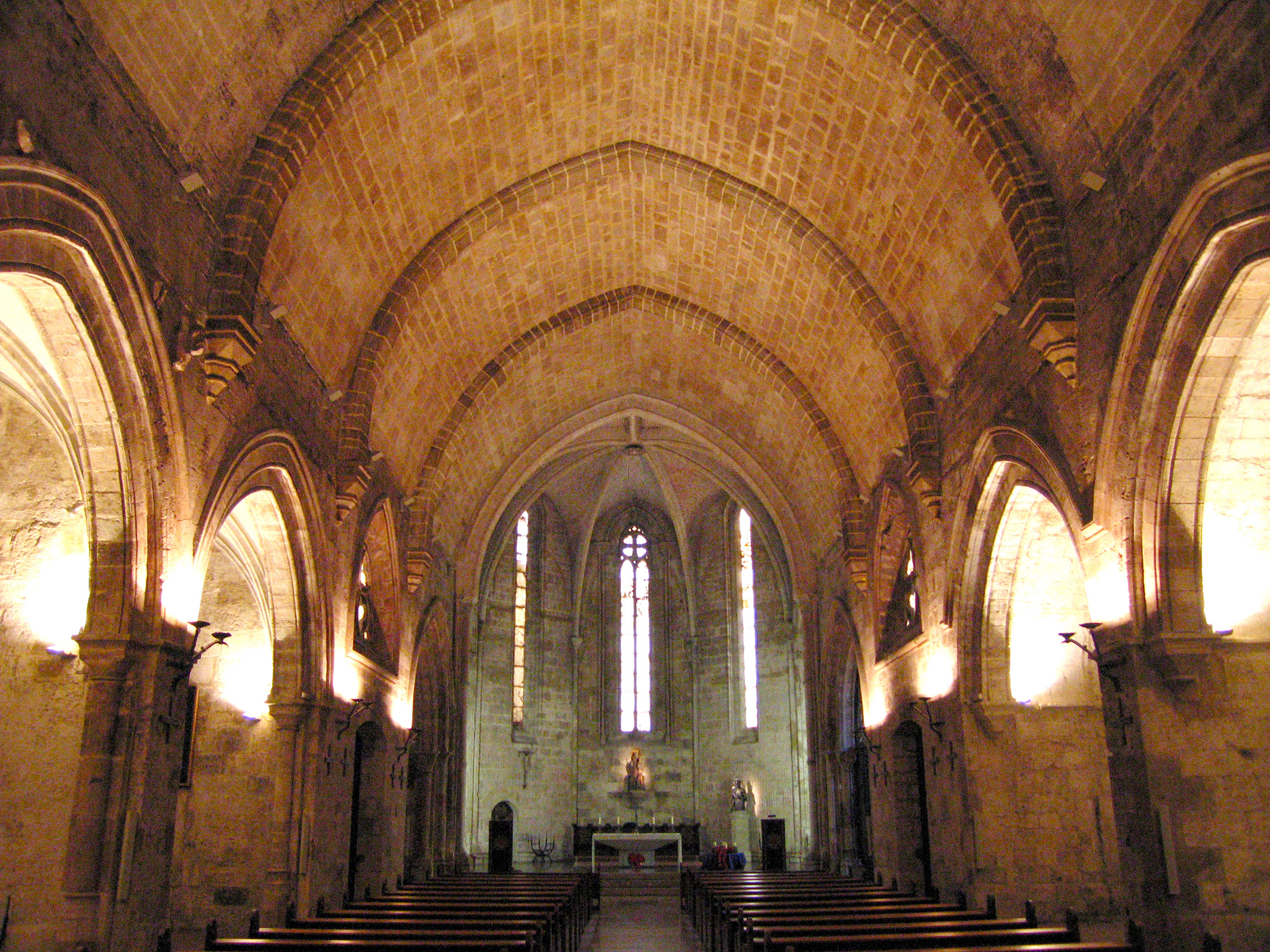
San Juan del Hospital (Valencia). Nave Central.
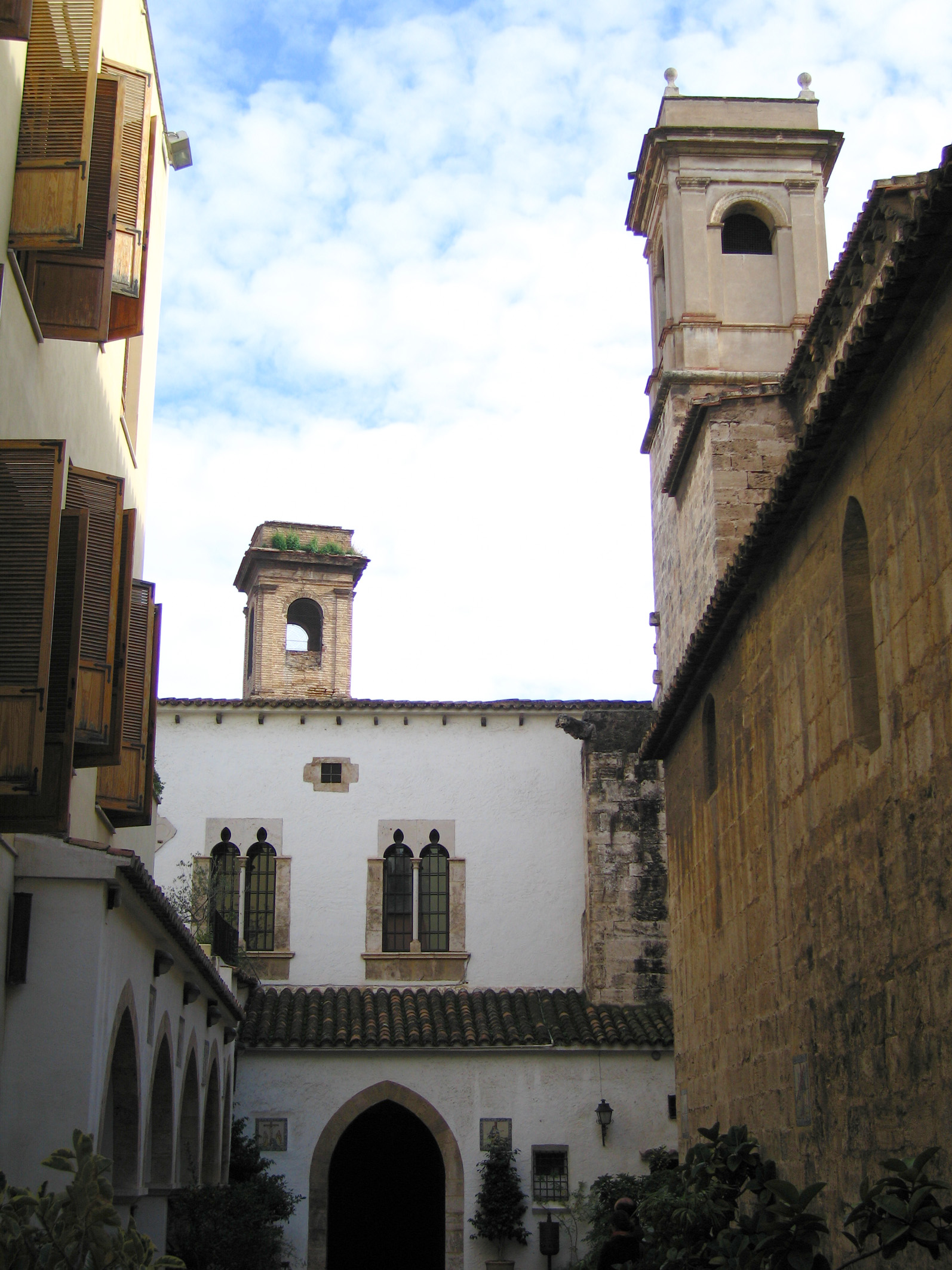
San Juan del Hospital (Valencia). Patio Norte.
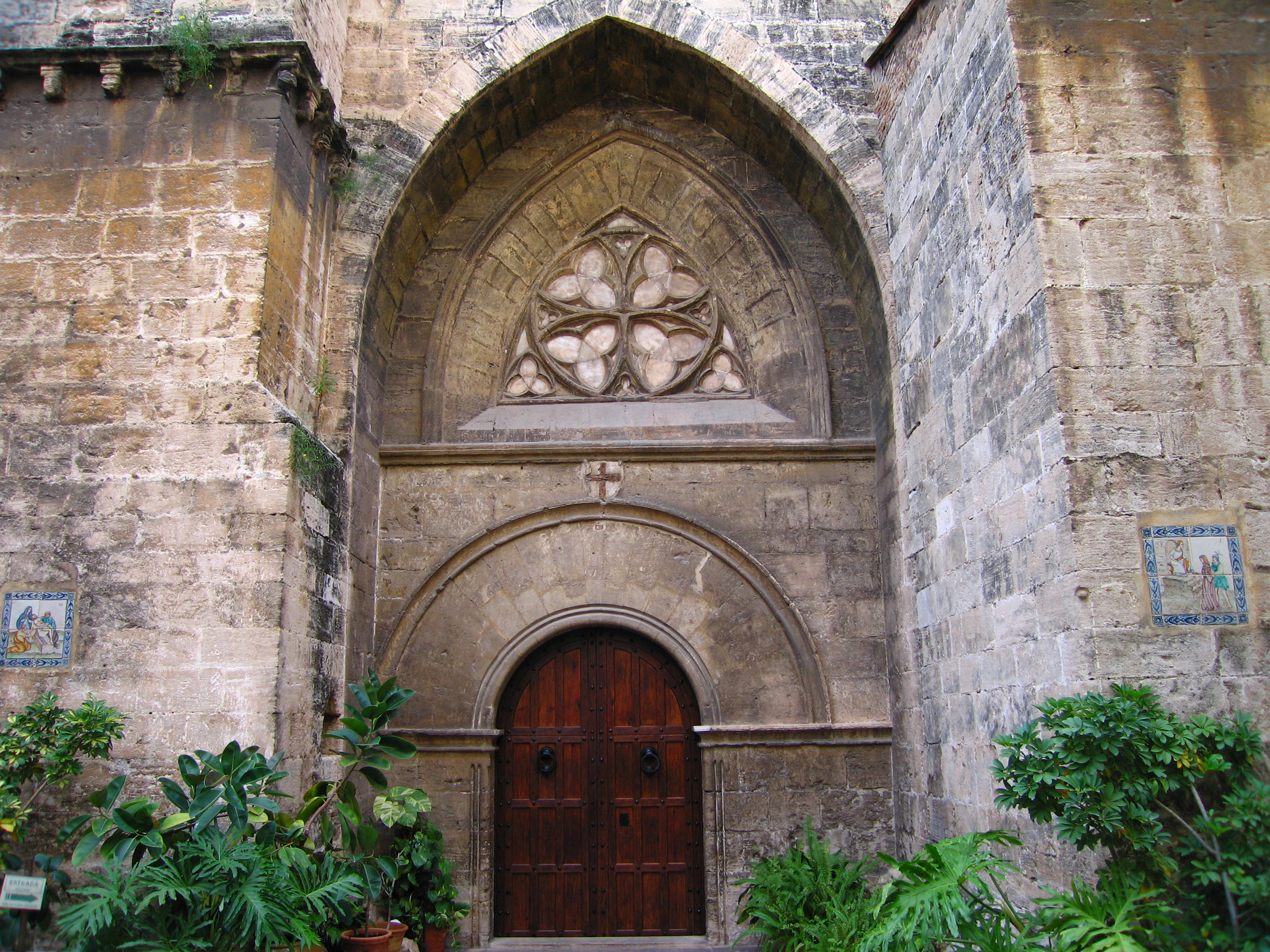
San Juan del Hospital (Valencia). Puerta norte.
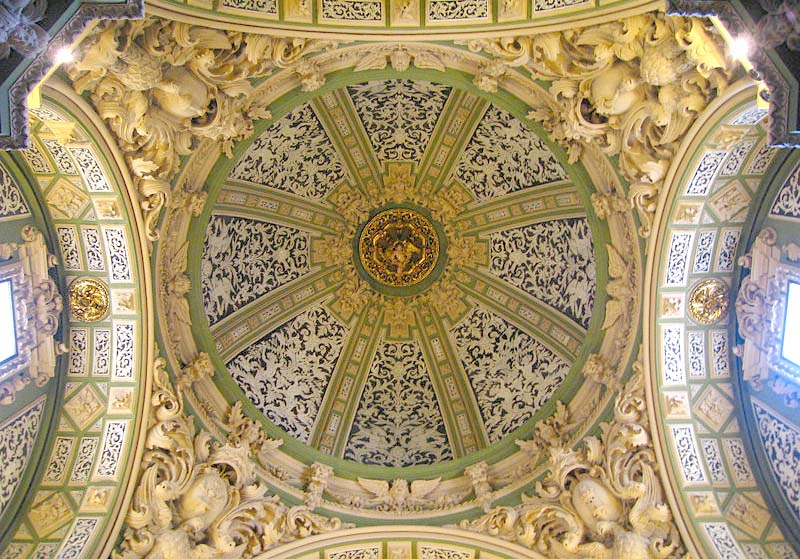
San Juan del Hospital (Valencia). Capilla de Santa Bárbara.
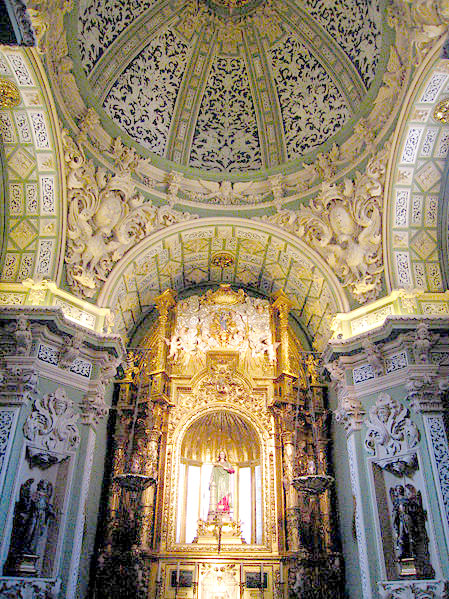
San Juan del Hospital (Valencia). Capilla de Santa Bárbara.
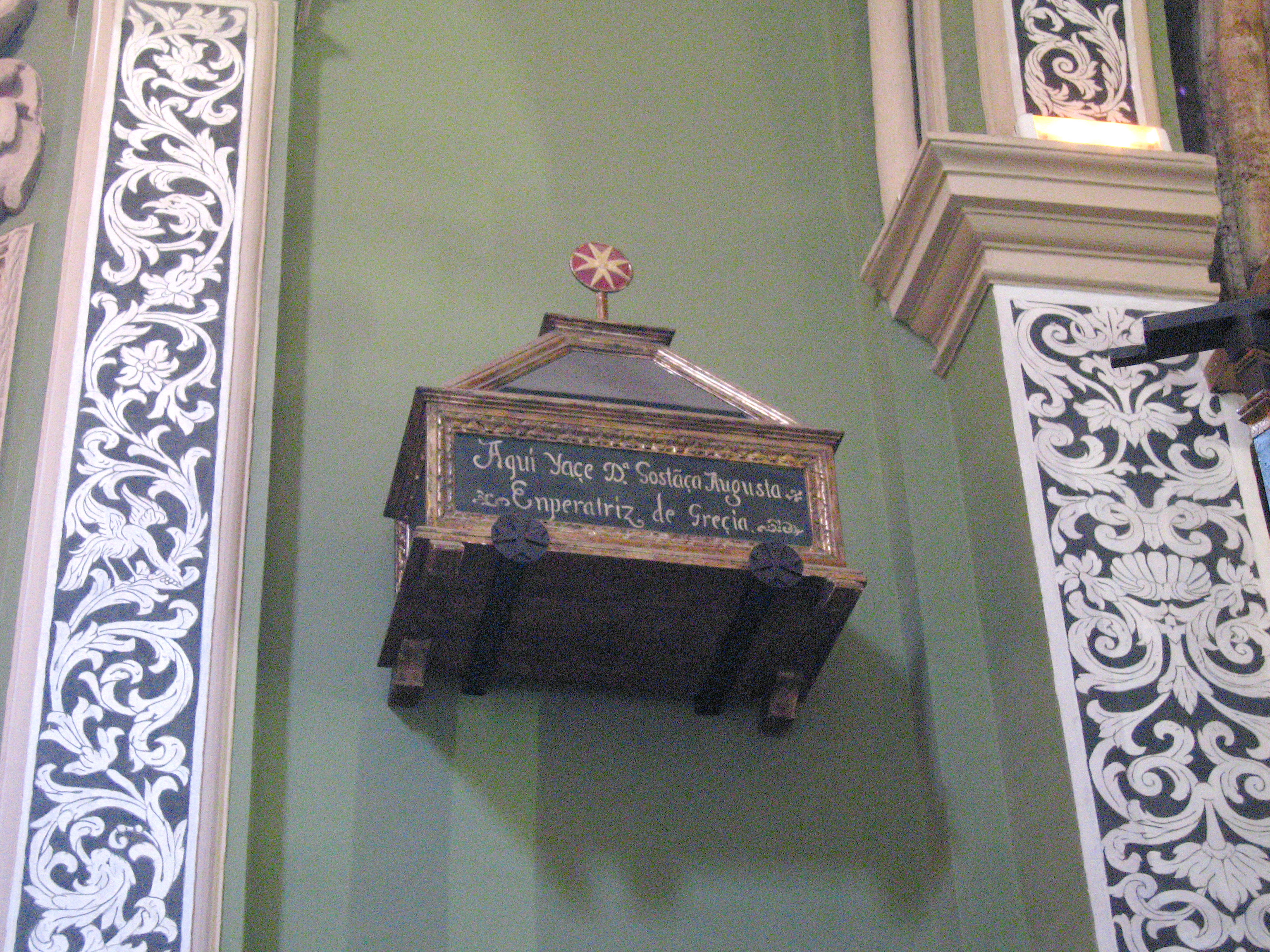
Sepulcro de Constanza en San Juan del Hospital (Valencia). Capilla de Santa Bárbara.
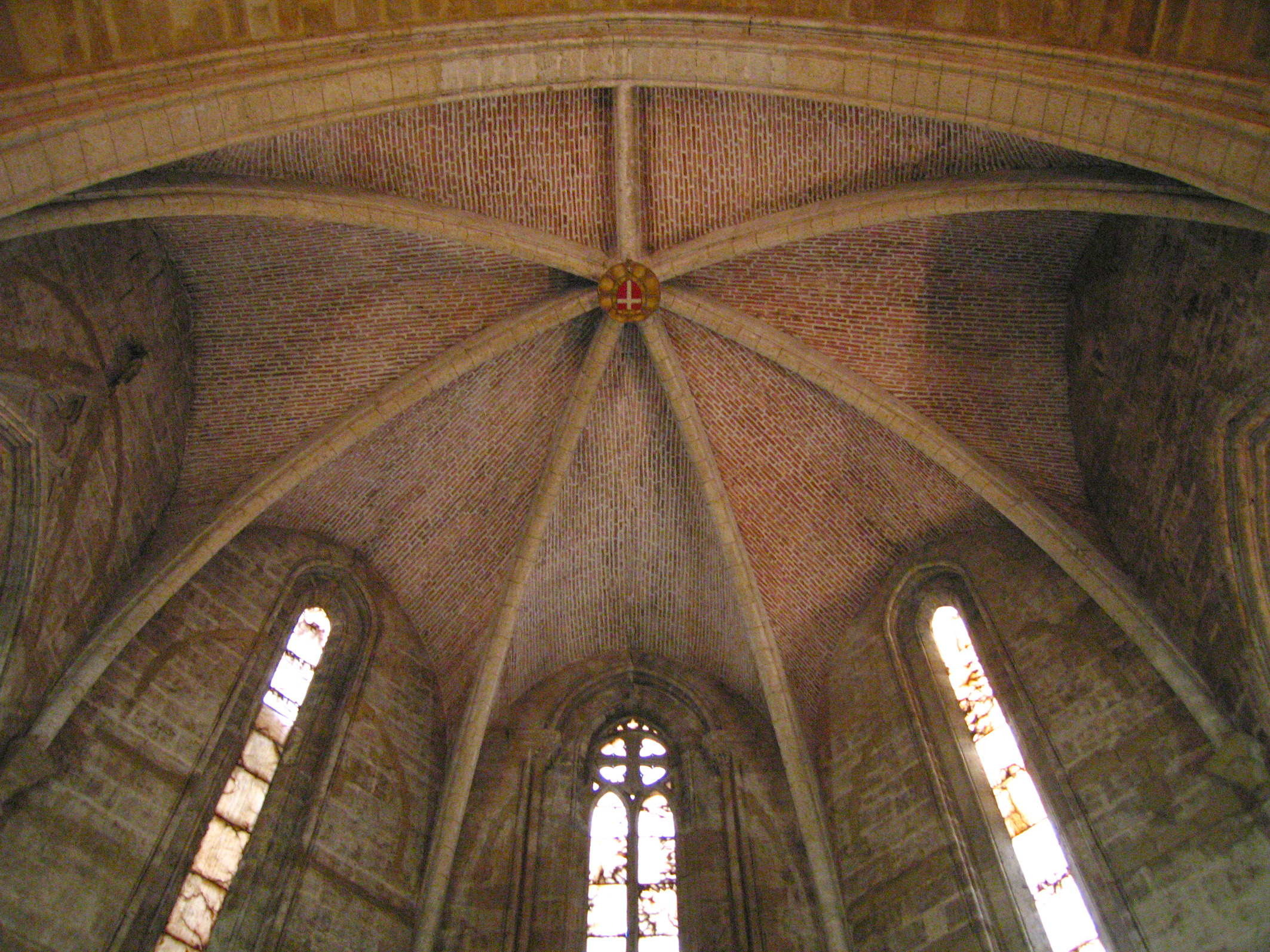
San Juan del Hospital (Valencia).
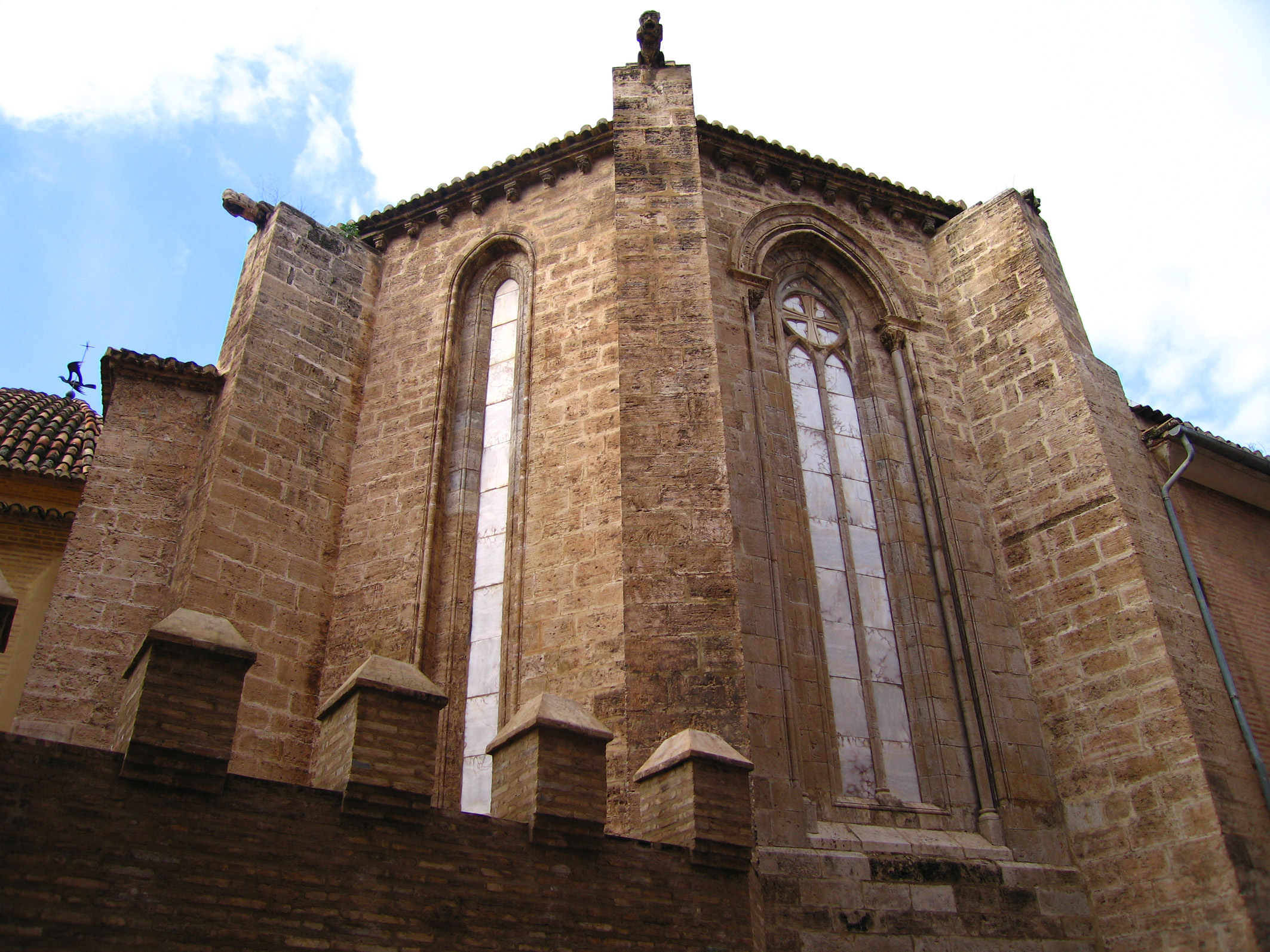
San Juan del Hospital (Valencia).